# Venusia lineata
Venusia lineata Wileman, 1916 è un lepidottero appartenente alla famiglia Geometridae, endemico di Taiwan.